# Willi Schulz
Pour les articles homonymes, voir Schulz.
Willi Schulz, né le 4 octobre 1938 à Wattenscheid, est un footballeur international allemand. Il jouait au poste de défenseur central. 
Il fait partie de la sélection allemande lors des Coupes du monde 1962 au Chili, 1966 en Angleterre et 1970 au Mexique.

## Biographie

### En club
Willi Schulz commence le football en 1950 dans un club amateur d'un quartier de Bochum, l'Union Günnigfeld. En début de saison 1960-1961, il rejoint le FC Schalke 04 qui évolue en Oberliga Ouest, le plus haut niveau du football allemand à cette époque. En 1963 est créée la Bundesliga, Schalke 04 fait partie des membres fondateurs et termine la première saison en milieu de tableau. En fin de deuxième saison de Bundesliga, Schalke 04 occupe la 16e et dernière place, mais sera sauvé de la relégation comme la Bundesliga passe à dix-huit clubs la saison suivante. À la suite de cette mauvaise saison, Schalke perd un bon nombre de joueurs, dont Willi Schulz. Après 135 matchs pour le club de la Ruhr Schulz rejoint le Hambourg SV.
Dans le club du Nord de l'Allemagne, Willi Schulz, qui jouait milieu de terrain à Schalke, sera repositionné en libero. Il deviendra dans la fin des années 60 et début des années 70 un des meilleurs défenseur d'Allemagne. Ses meilleurs résultats avec Hambourg sont, une cinquième place lors de la saison 1970-1971, une finale de la Coupe d'Allemagne en 1967, perdue 0 à 4 contre le Bayern Munich et une finale en  Coupe des coupes en 1968 perdue 0 à 2 contre l'AC Milan.
Après 211 matchs avec Hambourg, il arrête sa carrière de joueur en 1973. le 24 avril 1973, il dispute un match d'adieu avec Hambourg SV contre une sélection internationale, mais quelques jours plus tard il dispute encore la finale de la première édition de la Coupe de la ligue, remportée 4 à 0 contre le Borussia Mönchengladbach, ce sera le seul trophée remporté par Willi Schulz lors de sa carrière de joueur.

### En équipe nationale

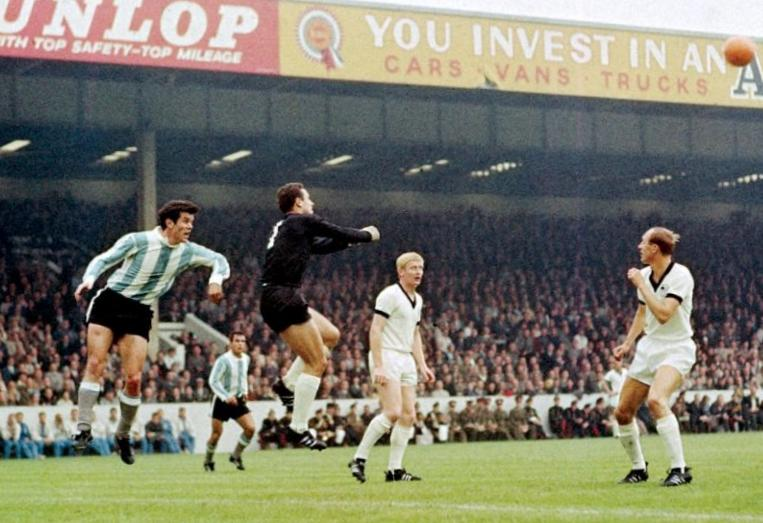
Allemagne-Argentine 1966
g. à droite Solari, Más, Tilkowski, Schnellinger et Schulz

Lorsque Willi Schulz jouait en amateur à l'Union Günnigfeld, il se faisait déjà remarquer. Il obtient une sélection en équipe nationale junior, puis joue huit fois en équipe nationale amateur et une fois dans l'équipe nationale B. Avant de passer joueur professionnel il est appelé par Sepp Herberger en équipe d'Allemagne A. Il joue son premier match le 20 décembre 1959 à Hanovre contre la Yougoslavie (1-1).
Avant la Coupe du monde 1962 au Chili, Willi Schulz avait déjà été sélectionné 7 fois sur les 15 matchs disputés par l'Allemagne, il fera ensuite partie de l'équipe qui part en Amérique du Sud et y disputera les quatre matchs de l'Allemagne. le point culminant de sa carrière internationale sera la finale de Wembley lors de la Coupe du monde 1966. 
Sa prestation en défense centrale lui vaudra le surnom de World-Cup-Willi (la mascotte de la Coupe du monde en Angleterre s'appelait World-Cup-Willie).
Son dernier match international sera le match du siècle lors de la Coupe du monde 1970 au Mexique, la demi-finale légendaire contre l'équipe d'Italie (perdue 3 à 4 après prolongation), Willi Schulz aura disputé toute la rencontre.
Durant ses 66 sélections, Willi Schulz portera vingt fois le brassard de capitaine, il jouera également deux matchs dans une sélection internationale de la FIFA.

### Carrière après le football
Willi Schulz travaillera dans les assurances après sa carrière de joueur. Il reste fidèle au Hambourg SV dont il est membre d'honneur, il fera même partie du conseil de surveillance du club. 

## Style de jeu
Willi Schulz était un défenseur toujours calme mais rugueux, allant toujours au contact de son adversaire, doté d'un bon jeu de tête il était également réputé pour ses tacles glissés. Pelé qui l'a croisé trois fois sur les terrains dira de lui

« La vie pourrait être tellement belle s'il n'y avait pas les jambes de Willi Schulz »

— Pelé

## Palmarès
- 66 sélections et 0 but avec l'équipe d'Allemagne entre 1959 et 1970
- Finaliste de la Coupe du monde 1966 avec l'Allemagne
- Troisième de la Coupe du monde 1970 avec l'Allemagne
- Finaliste de la Coupe des coupes en 1968 avec Hambourg
- Finaliste de la Coupe d'Allemagne en 1967 avec Hambourg